# Dendrochilum alpinum
Dendrochilum alpinum är en orkidéart som beskrevs av Cedric Errol Carr. Dendrochilum alpinum ingår i släktet Dendrochilum och familjen orkidéer. Inga underarter finns listade i Catalogue of Life.